# Kálnokszögi DVB-T antennatorony
A Kálnokszögi DVB-T antennatorony napjainkban DVB-T adást sugároz. Az antennák tengerszint feletti magassága (ASL) 120m, talajszinhez viszonyított magassága (AGL) 57m.

## Jelenlegi állapota és működése
Napjainkban DVB-T televízió és ultrarövid hullámú rádióadást sugároz, valamint a nagyobbik adótoronyról a Dankó Rádió adását középhullámon.
Tulajdonos és kezelő az Antenna Hungária.
DVB-T kiosztása:
- Multiplex A - 586 MHz
- Multiplex B - 674 MHz
- Multiplex C - 506 MHz
- Multiplex D - 642 MHz
- Multiplex E - 482 MHz

FM kiosztása:
- Kossuth Rádió - 95.0 MHz

KH kiosztása:
- Dankó Rádió - 1116 KHz

### Története
Eleinte csak a középhullámú, nagyobb adótorony volt, később csatlakozott hozzá a már ultrarövid hullámú adására is képes kisebb adótorony.
2021-ben pedig a DVB-T2 szabványra való átkapcsolás miatt már TV adásokat is sugároz a kisebb torony.

### Lefedettsége
Mosonmagyaróvár és annak körülbelül 30 km-es körzete.

### Csatornakiosztás (2025)
| Adásmód | Csatorna | f (MHz) | ERP (kW) | MUX           | Polarizáció | Típus      | ASL (m) | AGL (m) |
| ------- | -------- | ------- | -------- | ------------- | ----------- | ---------- | ------- | ------- |
| DVB-T   | E22      | 482     | 4,3      | E             | H           | SFN/DVB-T2 | 120     | 57      |
| DVB-T   | E25      | 506     | 4,5      | C             | H           | SFN/DVB-T2 | 120     | 57      |
| DVB-T   | E35      | 586     | 5        | A             | H           | SFN/DVB-T2 | 120     | 57      |
| DVB-T   | E42      | 642     | 5,2      | D             | H           | SFN/DVB-T2 | 120     | 57      |
| DVB-T   | E46      | 674     | 5,4      | B             | H           | SFN/DVB-T2 | 120     | 57      |
| FM      | CH75     | 95      | 0,8      | Kossuth Rádió | H           | ND         | 120     | 57      |
| AM      | 66       | 1,116   | 5        | Dankó Rádió   |             |            |         |         |

### Kódolási kép-és hang technikák és módok
- HEVC
- Dolby Digital Audio
- 576i
- 1080i vagy p
- 540p
- Conax
- A DVB-T2 technológiát kizárólag a C,D,E kódolt multiplexek használják.
- Az A és B multiplexek kódolatlanok és közszolgálati csatornákat sugároznak.